# Starship Entertainment
Starship Entertainment (tiếng Hàn: 스타쉽 엔터테인먼트) là một công ty giải trí của Hàn Quốc được thành lập vào năm 2008 và là công ty con của Kakao Entertainment.
Công ty đã được công nhận vì những đóng góp của họ cho Làn sóng Hallyu, là công ty của một số nhóm nhạc K-pop và nghệ sĩ solo nổi tiếng. Công ty hiện đang quản lý các nhóm nhạc như Monsta X, Cosmic Girls, Cravity và Ive, và những nghệ sĩ solo như K.Will, Jooyoung, Wonho, I.M, Kihyun,Yoo Seung-woo, Brother Su , Jeong Se-woon. Công ty trước đây từng quản lý Sistar, Boyfriend, Junggigo và Mad Clown. Starship cũng quản lý các diễn viên dưới công ty con King Kong by Starship.

## Lịch sử
Starship Entertainment được thành lập vào năm 2008 bởi Kim Shi-dae và Seo Hyun-joo cùng với Kim Young-suk. Kim Shi-dae trước đây đã từng làm quản lý cho nhóm nhạc Cool và làm việc cho Big Hit Entertainment vào giữa năm 2005 và 2007, trong khi Seo Hyun-joo làm việc cho JYP Entertainment. Các nghệ sĩ đầu tiên của Starship Entertainment bao gồm K.Will, tiếp theo là Sistar, Boyfriend, Monsta X, Cosmic Girls và Jeong Se-woon.
Vào ngày 18 tháng 12 năm 2013, 70% cổ phần của công ty đã được nhà phân phối của nó, Kakao M (trước đây là LOEN Entertainment) mua lại, đưa Starship Entertainment trở thành một công ty con.
Vào tháng 5 năm 2015, Starship Entertainment đã mua lại 100% cổ phần của King Kong Entertainment trong một liên minh đối tác chiến lược. Vào ngày 2 tháng 1 năm 2017, Starship Entertainment và King Kong Entertainment chính thức sáp nhập. Các cơ quan cùng nhau đồng ý sử dụng tên Starship Entertainment trong khi bộ phận quản lý các diễn viên sẽ hoạt động dưới tên King Kong by Starship.

## Danh sách nghệ sĩ

### Starship Planet
Tất cả các ca sĩ hoạt động dưới sự quản lý của Starship Entertainment được biết đến với tên gọi chung là Starship Planet.

#### Ca sĩ solo
- K.Will
- Jeong Sewoon
- Hyolyn

### Nhóm nhạc
- Monsta X
- Cravity
- WJSN
- IVE
- KiiiKiii

#### Nhóm nhỏ và nhóm nhạc dự án
- Mind U
- Duetto
- YTeen (cùng với KT)
- OG School Project (cùng với Cube Entertainment)
- YDPP (cùng với Brand New Music)
- WJSN + Weki Meki = WJMK (cùng với Fantagio Music)
- Sistar19

#### Starship X
- Jooyoung
- Brother Su
- #Gun
- Kiggen

#### Starship Y
- Yoo Seung-woo

#### Highline
- Wonho
- DJ Soda
- PLUMA
- dress
- DJ Vanto
- Chang Sukhoon
- Leon
- ROVXE
- M1NU
- Lil Reta
- DJ H.One
- Lisa

#### House of Music
- DJ Soda
- H.ONE
- Wonho

### Diễn viên

#### King Kong by Starship
- Chae Soo-bin
- Cho Yoon-woo
- Choi Hee-jin
- Choi Won-myeong
- Han Min
- Im Soo-jung
- Jeon So-min
- Ji Il-joo
- Ji Woo
- Jo Yoon-hee
- Jang Jeong-yeon
- Lee Kwang Soo
- Lee Dong Wook
- Kim Bum
- Song Seung-heon
- Yoo Yeon-seok
- Bona (WJSN)
- SeolA (WJSN)
- Exy (WJSN)
- Eunseo (WJSN)

## Cựu nghệ sĩ
- Sistar (2010–2017)
  - Dasom (2010–2021)
  - Soyou (2010–2021)
- Boyfriend (2011–2019)

#### Starship X
- Junggigo (2013–2018)
- Mad Clown (2013-2018)

#### House of Music
- MoonMoon (2017–2018)

## Thực tập sinh
- Park Kwang-ji
- Choi Seol-ha
- Shin Yujin (2006) (L&W)
- Hwang Min-hee

### Cựu thực tập sinh
- Jung Young-hoon (hiện giờ là thành viên của Halo)
- Park Sun-ho (tham gia Produce X 101, hiện giờ đang hoạt động với tư cách diễn viên)[3]
- Park Min-kyun (tham gia NO.MERCY, hiện giờ là thành viên của ONF)
- Kim Tae-ha (tham gia Produce 101 Mùa 1, cựu thành viên Momoland)
- Kim Na-yoon (tham gia K-pop Star Mùa 1)
- Lee Gwang-hyun (tham gia Produce 101 Mùa 2)
- Moon Hyun-bin (tham gia Produce X 101, hiện giờ là thành viên của Ciipher)
- Cho Ka-hyeon (tham gia Produce 48)

## Đối tác
- Being Group[4]
- Kiss Entertainment
- Yuehua Entertainment
- Universal Music Japan